# L'Èrm (Òlt)
L'Èrm (en francès Lherm) és un municipi francès situat al departament de l'Òlt i a la regió d'Occitània.
El municipi té l'Èrm com a capital administrativa, i també compta amb els agregats de la Pujada, la Buta, Estanelhs, Mas Neva, Bosan i Molinau.

## Demografia
| 1962                                       | 1968 | 1975 | 1982 | 1990 | 1999 | 2006 |
| ------------------------------------------ | ---- | ---- | ---- | ---- | ---- | ---- |
| 305                                        | 301  | 239  | 228  | 232  | 222  | 224  |
| Des de 1962: població sense dobles comptes |      |      |      |      |      |      |

## Administració
| Període   | Identitat        | Partit |
| --------- | ---------------- | ------ |
| 2001-2008 | André Bousquet   |        |
| 2008-     | Jean Albert Reix |        |